# Словик, Доминика
Доминика Словик (пол. Dominika Słowik, род. 1988, Явожно) — польская писательница. Роман «Zimowla» (Зимовка) принёс ей премию Paszport Polityki 2019 года. 

## Юные годы и образование
Доминика Словик родилась 10 сентября 1988 года в Явожно, где затем получила начальное и среднее образование. Затем она изучала испанскую филологию на факультете междисциплинарных индивидуальных исследований в области гуманитарных и социальных наук Ягеллонского университета.

## Карьера
Словик дебютировала в 2015 году с романом «Атлас: Двойник» (Atlas: Doppelganger). В книге рассказывается история детства, произошедшего в Польше в эпоху перемен после 1989 года, где разваливающиеся многоквартирные дома образуют мифический литературный пейзаж. Литературный критик Юстина Соболевская написала в рецензии, что начало романа содержит «одно из лучших описаний многоквартирных домов, когда-либо написанных». Роман «Атлас: Двойник» вошёл в шорт-лист литературной премии Гдыни.
В 2019 году Словик опубликовала свой второй роман «Zimowla»: многослойную историю взросления, действие которой происходит в вымышленном провинциальном польском городке. Сюжетная линия разворачивается в 2005 году, однако история различных персонажей и самого региона играет ключевую роль в повествовании, отражающем сложное прошлое Польши. Словик заимствует идеи из различных литературных традиций, используя элементы приключенческих романов для подростков, триллеров, гротеска и магического реализма, чтобы придать тонкости своему повествованию. Она работала над книгой частично во время программы творческой резиденции в Пражском городе литературы. Роман принёс Словик премию Paszport Polityki и премию Odkrycie roku («Прорыв года»), присуждаемую Onet.pl. В январе 2020 года «Zimowla» была также названа «Книгой месяца» в Кракове.
В 2021 году Словик опубликовала свой первый сборник рассказов «Самосейки», характеризующийся элементами неизвестности или странности, вплетёнными в обыденные обстоятельства. В 2023 году отрывок из сборника появился в английском переводе Джесс Дженсен Митчелл в журнале Two Lines Journal.
Словик живёт в Кракове.

## Произведения

### Романы
- Atlas: Doppelganger, 2015
- Zimowla, Краков, 2019[7]

### Рассказы
- Sanatorium, рассказ для литературного проекта O_KA, 2016[11]
- Samosiejki, сборник рассказов, 2021[9]